# Chelan Simmons
Chelan Simmons (Vancouver, 29 ottobre 1982) è un'attrice ed ex modella canadese.

## Biografia
Simmons decide di voler diventare un'attrice all'età di 3 anni. Comincia la sua carriera a 5 anni, facendo la modella e apparendo nelle pubblicità. Ottiene il suo primo ruolo, quello di Laurie Ann Winterbarger, nella miniserie televisiva It, tratta dall'omonimo romanzo di Stephen King. Simmons ritorna a recitare sette anni più tardi, abbandonando la carriera di modella: appare in vari film e serie televisive, tra cui Edgemont, Smallville e Supernatural. Nel 2006, entra nel cast dei film Final Destination 3 e Il dottor Dolittle 3; l'anno successivo, ottiene la parte ricorrente di Hillary Shepard nella serie televisiva Kyle XY, che ricopre per tre anni, fino alla cancellazione della serie nel 2009. Nel 2010, Simmons ha un cameo come mangiatrice di loto nel film Percy Jackson e gli dei dell'Olimpo - Il ladro di fulmini, mentre nel 2012 viene trasmessa la serie The L.A. Complex, dove interpreta Alicia Lowe. Simmons apparirà nel film Dark Star Hollow diretto da John Carl Buechler.

## Filmografia

### Cinema
- Bingo - Senti chi abbaia (Bingo), regia di Matthew Robbins (1991)
- Creature del terrore (Snakehead Terror), regia di Paul Ziller (2004)
- Chupacabra Terror, regia di John Shepphird (2005)
- The Harp, regia di John Bolton - corto (2005)
- Un lungo weekend, regia di John Bolton (2005)
- Final Destination 3, regia di James Wong (2006)
- Il dottor Dolittle 3 (Dr. Dolittle 3), regia di Rich Thorne (2006)
- Il mio ragazzo è un bastardo (John Tucker Must Die), regia di Betty Thomas (2006)
- Wind Chill - Ghiaccio rosso sangue (Wind Chill), regia di Gregory Jacobs (2007)
- Tutte pazze per Charlie (Good Luck Chuck), regia di Mark Helfrich (2007)
- Christmas Cottage, regia di Michael Campus (2008)
- Tucker & Dale vs Evil, regia di Eli Craig (2010)
- Percy Jackson e gli dei dell'Olimpo - Il ladro di fulmini (Percy Jackson & the Olympians: The Lightning Thief), regia di Chris Columbus (2010)
- Dark Star Hollow, regia di John Carl Buechler (2012)
- See No Evil 2, regia di Jen e Sylvia Soska (2014)

### Televisione
- It, regia di Tommy Lee Wallace – miniserie TV (1990)
- Scene of the Crime – serie TV, episodio 1x04 (1991) - non accreditata
- Quando i topi ballano (Ratz), regia di Thom Eberhardt – film TV (2000)
- 2gether: The Series – serie TV, episodio 1x10 (2000) - non accreditata
- The Sports Pages, regia di Richard Benjamin – film TV (2001)
- Special Unit 2 – serie TV, episodio 2x05 (2001)
- The Sausage Factory – serie TV, 4 episodi (2001-2002)
- Edgemont – serie TV, 11 episodi (2001-2002)
- Video Voyeur: The Susan Wilson Story, regia di Tim Hunter – film TV (2002)
- Carrie, regia di David Carson – film TV (2002)
- Smallville – serie TV, episodi 1x18-4x04 (2002-2004)
- Monster Island, regia di Jack Perez – film TV (2004)
- Wonderfalls – serie TV, episodi 1x01-1x04 (2004)
- Zixx: Level Two – serie TV, episodi 2x16-2x17 (2005)
- The Collector – serie TV, episodio 2x02 (2005)
- Supernatural – serie TV, episodio 1x05 (2005)
- Stargate Atlantis – serie TV, episodio 2x15 (2005)
- Il mistero della miniera di smeraldi (Caved In), regia di Richard Pepin – film TV (2006)
- Psych – serie TV, episodi 1x01-1x15 (2006-2007)
- Kyle XY – serie TV, 26 episodi (2006-2009)
- Men in Trees – serie TV, episodi 1x03-1x04 (2006)
- About a Girl – serie TV, episodi 1x01-1x04-1x07 (2007)
- Whistler – serie TV, episodi 2x11-2x13 (2007)
- Ogre, regia di Steven R. Monroe – film TV (2008)
- Paparazzi Princess: The Paris Hilton Story, regia di Terry Ingram – film TV (2008)
- Malibu Shark Attack, regia di David Lister – film TV (2009)
- Le ragazze del campus (Sorority Wars), regia di James Hayman – film TV (2009)
- Ice Twisters, regia di Steven R. Monroe – film TV (2009)
- Always a Bridesmaid – serie TV, 4 episodi (2010)
- Seduced by Lies, regia di George Erschbamer – film TV (2010)
- The L.A. Complex – serie TV, 8 episodi (2012)
- Professor Young (Mr. Young) – serie TV, episodio 3x09 (2012)
- How I Met Your Mother – serie TV, episodi 8x09-8x11-8x12 (2012)
- Hannibal – serie TV, episodio 1x02 (2013)
- Grey's Anatomy – serie TV, episodio 9x22 (2013)
- Christmas Bounty, regia di Gil Junger – film TV (2013)
- Package Deal – serie TV, episodio 2x04 (2014)
- Mistresses - Amanti (Mistresses) – serie TV, episodio 3x08 (2015)

## Doppiatrici italiane
Nelle versioni in italiano delle opere in cui ha recitato, Chelan Simmons è stata doppiata da:
- Perla Liberatori in Final Destination 3, Kyle XY, Creature del terrore
- Gilberta Crispino in Quando i topi ballano
- Domitilla D'Amico in Smallville (ep. 1x18)
- Francesca Manicone ne Il dottor Dolittle 3
- Emanuela Damasio ne Il mio ragazzo è un bastardo
- Gemma Donati in Psych
- Giovanna Martinuzzi in Tutte pazze per Charlie
- Lilian Caputo in Grey's Anatomy